# 宮城県道241号竹谷大和線

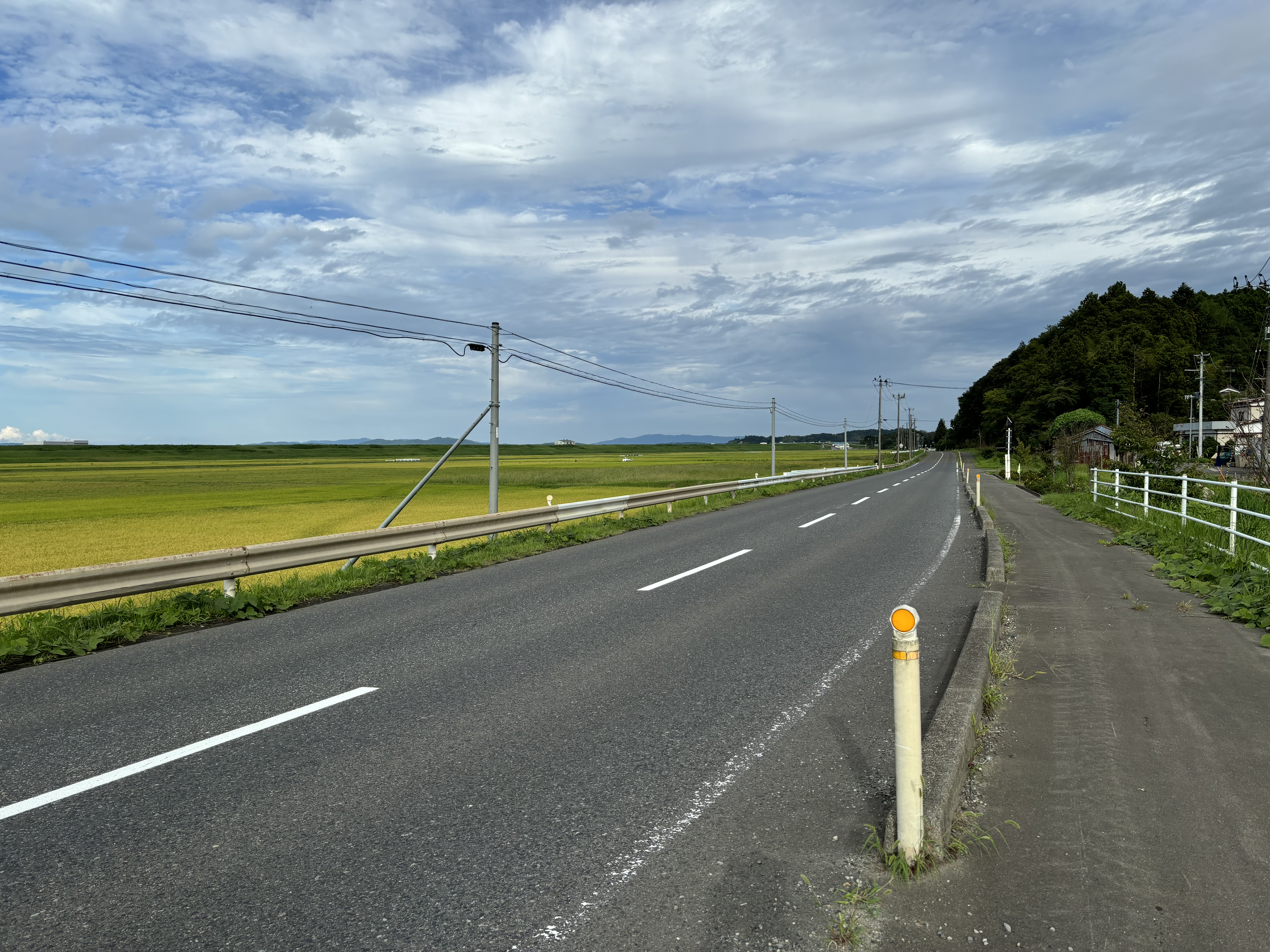
大郷町不来内における宮城県道241号竹谷大和線。

宮城県道241号竹谷大和線（みやぎけんどう241ごうたけやたいわせん）は、宮城県宮城郡松島町と同県黒川郡大和町を結ぶ一般県道である。

## 概要

### 路線データ
- 起点：宮城郡松島町竹谷
- 終点：黒川郡大和町落合相川
- 実延長：19,130.7 m[1]

## 歴史
- 2019年（平成31年）3月29日 - 路線廃止された、県道229号竹谷幡谷線と県道241号大和幡谷線を統合する形で、路線認定された[2]。

## 路線状況

### 重複区間
- 宮城県道146号小牛田松島線：黒川郡大郷町山崎字中深町 - 同郡同町山崎字身洗
- 宮城県道9号大和松島線：黒川郡大郷町中村字柳沢畑 - 同郡同町中村字山中
- 宮城県道40号利府松山線：黒川郡大郷町中村字山中 - 同郡同町粕川字木の崎

## 地理

### 通過する自治体
- 宮城郡松島町
- 大崎市
- 黒川郡
  - 大郷町
  - 大和町

### 交差する道路
- 宮城県道60号鹿島台鳴瀬線
- 国道346号
- 宮城県道146号小牛田松島線
- 宮城県道9号大和松島線
- 宮城県道40号利府松山線
- 宮城県道56号仙台三本木線